# Robert Rusler
Robert Rusler (* 20. September 1965 in Fort Wayne, Indiana, Vereinigte Staaten) ist ein US-amerikanischer Schauspieler.

## Leben
Rusler wurde 1965 in Fort Wayne, Indiana geboren. Bald darauf zog seine Familie nach Hawaii und später nach Los Angeles. Nach dem Abschluss der High School begann er Schauspielunterricht zu nehmen. 1985 hatte er seinen ersten Auftritt in einer Fernsehserie. Noch im selben Jahr bekam er seine ersten größeren Rollen in der Komödie L.I.S.A. – Der helle Wahnsinn und dem Horrorfilm Nightmare II – Die Rache. Eine seiner bekanntesten Rollen ist die des Kampfflieger-Piloten Warren Keffer in der Science-Fiction-Serie Babylon 5.
Rusler hatte außerdem Gastauftritte in bekannten Fernsehserien wie Mord ist ihr Hobby, Star Trek: Enterprise, Cold Case – Kein Opfer ist je vergessen und Navy CIS.

## Filmografie (Auswahl)
- 1985: The Facts of Life (Fernsehserie, 2 Folgen)
- 1985: L.I.S.A. – Der helle Wahnsinn (Weird Science)
- 1985: Nightmare II – Die Rache (A Nightmare on Elm Street, Part 2: Freddy’s Revenge)
- 1986: Vamp
- 1986 Teuflische Klasse (Dangerously Close)
- 1986: Trashin’ – Krieg der Kids (Trashin)
- 1988: Shag – More Dancing (Shag)
- 1990: The Outsiders (Fernsehserie, 13 Folgen)
- 1991: Manchmal kommen sie wieder (Sometimes They Come Back, Fernsehfilm)
- 1993: Amityville – A New Generation
- 1994–1995: Babylon 5 (Fernsehserie, 22 Folgen)
- 1996: Mörderischer Tausch (The Substitute)
- 1997: The Underworld
- 2004: Keine halben Sachen 2 – Jetzt erst recht! (The Whole Ten Yards)
- 2005: Volltreffer – Ein Supercoach greift durch (Rebound)
- 2006: The Hunt
- 2007: The Closer (Fernsehserie, Folge Lovers Leap)
- 2007: The Unit – Eine Frage der Ehre (The Unit; Fernsehserie, Folge M.P.s)
- 2008: Medium – Nichts bleibt verborgen (Medium; Fernsehserie, Folge Do You Hear What I Hear?)
- 2015–2018: Ray Donovan (Fernsehserie, 3 Folgen)
- 2016: Blood Feast – Blutiges Festmahl (Blood Feast)
- 2018: Pay Day (The Debt Collector)
- 2021: Jakob’s Wife – Meine Frau, der Vampir (Jakob’s Wife)
- 2021: The Manor